# Fridl Lewin
Fridl Lewin (* 15. September 1911 in Berlin; † 2. Juli 2004) war eine deutsche Politikerin (SPD, SED). Sie gehörte 1946 zu den Mitbegründern der Freien Deutschen Jugend in der sowjetischen Besatzungszone und machte sich vor allem mit der Kinderbetreuung unter der Schirmherrschaft der FDJ einen Namen. Sie leitete ab 1947 die Kindervereinigung der FDJ, der Vorläuferin der Pionierorganisation Ernst Thälmann, deren erste Vorsitzende sie nach deren Gründung für einige Monate war. Später war sie einige Zeit als Funktionärin im DFD-Bundesvorstand tätig.

## Leben
Lewin wurde 1911 in Berlin als Kind einer Arbeiterfamilie geboren. Der Vater Arthur Lewin gehörte zeitweise der jüdischen Gemeinde an, trat später in die SPD ein und engagierte sich politisch im Berliner Bezirk Neukölln. Auch die Mutter war Mitglied der SPD. Nach der Volksschule absolvierte Lewin drei Jahre an einer Aufbauschule, um danach als Falzerin in Druckereien und Großbindereien zu arbeiten. Zunächst Mitglied der Sozialistischen Arbeiter-Jugend (SAJ) trat sie 1932 in die SPD ein. Während ihrer Tätigkeit bei den „Falken“ kam sie auch immer wieder mit den sogenannten Kinderfreunden in Berührung. Nach der „Machtergreifung“ der Nationalsozialisten war sie immer wieder rassistischen und politischen Verfolgungen ausgesetzt, so dass die Mutter sich noch 1933 entschloss, mit ihrer Tochter nach England zu emigrieren, während der Vater später zur Zwangsarbeit eingezogen wurde und danach im KZ-Außenlager in der Berliner Wuhlheide inhaftiert war. Er starb 1943.
Nach dem Krieg kehrte Lewin aus England noch im Sommer 1945 nach Berlin zurück und trat zunächst wieder in die SPD ein. Dort engagierte sie sich alsbald im SPD-Landesvorstand und vertrat die SPD im Zentralen Antifaschistischen Jugendausschuss in Berlin zunächst noch von ihrem Wohnort Neukölln aus, der im amerikanischen Sektor lag. In der Folge beteiligte sich Lewin aktiv an Aktionen des Jugendausschusses wie die im Herbst 1945 in Vorbereitung auf die erste Friedensweihnacht initiierte Aktion Rettet die Kinder. In dem Gremium traf sie das erste Mal mit dem Ausschussvorsitzenden Erich Honecker von der KPD zusammen, der den Auftrag hatte, aus dem Jugendausschuss heraus eine Jugendorganisation in der SBZ aufzubauen. Auch Lewin konnte sich für die Ideen und Aktionen begeistern und gehörte in der Folge auch zu den Vereinigungsbefürwortern von SPD und KPD. Konsequenterweise trat sie in die Sozialistische Einheitspartei Deutschlands (SED) ein.
Sie gehörte zu den Delegierten des I. FDJ-Parlamentes in Brandenburg an Pfingsten 1946 und wurde dort in das Sekretariat des Zentralrates der FDJ gewählt. Innerhalb des Zentralrates unter Vorsitz von Erich Honecker wurde Lewin für die sogenannten Kindergruppen der FDJ verantwortlich.
In der Folge versuchte das ehemalige Mitglied der Falken diese Kindergruppen angelehnt an die Kinderfreunde-Bewegung in der Weimarer Republik weitestgehend unpolitisch aufzubauen. Beispiel war dabei die sogenannte Heinzelmännchen-Aktion zu Weihnachten 1946 als Hilfeleistung für ältere Menschen, Kranke und Kinder. Durch die FDJ, die wiederum von der SED auch finanziell alimentiert wurde, konnte für die Kindergruppen eine Menge getan werden, so wurden z. B. Sommerlager finanziert. Das anfangs noch eher unpolitische Handeln kam auch darin zum Ausdruck, dass sich vor allem in Sachsen und Thüringen in Anlehnung an frühere Reformpädagogik der Name „Kinderlandbewegung“ im Gegensatz zu „Kindergruppen der FDJ“ einbürgerte. Dies führte für Lewin ob der zunehmenden politischen Ausrichtung der FDJ zwangsläufig zu Spannungen mit Mitgliedern des Zentralrates der FDJ, namentlich ihrem Vorsitzenden Erich Honecker.
Um die Kindergruppen noch enger, auch politisch, an die FDJ zu binden, wurde auf dem II. Parlament der FDJ im Mai 1947 die Kindervereinigung der FDJ gegründet, deren Vorsitz Lewin zunächst weiter innehatte. Sie leitete nunmehr die Zentrale Arbeitsgemeinschaft der Kindervereinigung der FDJ, die auch Strukturen auf Landes- und Kreisebene aufbauen sollte. Geprägt war diese Phase immer noch von einer Diskussion über den Einfluss der FDJ auf die Kindervereinigung, der längst nicht unumstritten war. Zudem gab es Kräfte innerhalb der FDJ, die die Jugendorganisation vermehrt an das Vorbild KJVD oder die kommunistischen Kindergruppen anlehnen wollten. Da aber noch nicht genügend neue, der FDJ genehme Jugendfunktionäre ausgebildet waren, konnte sich unter Lewin immer noch erhebliches reformpädagogisches Gedankengut halten und etablieren, da nicht wenige Kinderbetreuer der ehemaligen Kinderfreundebewegung oder den Roten Falken nahestanden. Durch ihre eigene sozialdemokratische Vergangenheit hatten sie dabei in Lewin nicht unbedingt eine Gegnerin.
In der Folge forderte Lewin selbst an einer Sitzung des FDJ-Zentralrates am 24. Mai 1948 eine Aussprache zur FDJ-Kindervereinigung. Im Ergebnis wurde eingestanden, der Kindervereinigung vonseiten der FDJ zu wenig Aufmerksamkeit und Hilfe entgegengebracht zu haben. Es war weiterhin nicht gelungen, einen straffen Zentralismus einzuführen und eine klare politische Führung durchzusetzen. In Ermangelung einer fachlichen Ausbildung fühlten sich viele in der Kindervereinigung eingesetzte FDJ-Funktionäre schlicht überfordert. Nach einer Sitzung des Sekretariats der Zentralen Arbeitsgemeinschaft der Kindervereinigung am 20. November 1948, zu der Instrukteure in die Landesverbände geschickt wurden, kam es schließlich zur Gründung der Pionierorganisation. Parallel dazu wurde im Zentralsekretariat der SED auf einer Sitzung am 6. Dezember 1948 auf Vorschlag von Paul Verner, damals Leiter des Jugendsekretariats des Parteivorstandes der SED, beschlossen, die Kindervereinigung nunmehr Junge Pioniere zu nennen. Dies war eine deutliche namentliche Reminiszenz an die Roten Pioniere aus KPD-Zeiten. Bei der Tagung des FDJ-Zentralrates am 10. Dezember 1948 wurde eine obligatorische FDJ-Mitgliedschaft für alle Helfer und Betreuer der Pioniere festgelegt. Zudem wurde vom Zentralrat der FDJ verkündet, dass der Pionierverband nunmehr eine politische Organisation sei. Mit einem Schlag wurden damit sämtliche reformpädagogischen Ansätze und Bestrebungen für nichtig erklärt. Gleichzeitig lehnte sich nun die Pionierorganisation in ihrem Aufbau stark an das sowjetische Vorbild an. Lewin blieb zunächst noch im Amt und wurde somit offiziell erste Vorsitzende der Pionierorganisation. Als Gründungsdatum der Organisation wurde der 13. Dezember 1948 angegeben. Allerdings wurde Lewin als Vorsitzende schon am III. Parlament der FDJ Anfang Juni 1949 durch Kurt Morgenstern abgelöst.
Ob ihrer Qualifikation in Fragen der Kinderarbeit wurde Lewin von Paul Wandel in die Zentralverwaltung für Volksbildung geholt, wo sie Leiterin des Zentralen Jugendamtes wurde. Nach dessen Umwandlung in das Ministerium für Volksbildung war sie bis 1951 stellvertretende Leiterin des Amtes für Jugendfragen und Leibesübungen. Das Amt war direkt dem stellvertretenden Ministerpräsidenten Walter Ulbricht unterstellt und hatte als erste große Aufgabe, das im Februar 1950 erlassene Jugendgesetz der DDR umzusetzen und mit Leben zu erfüllen.
Im November 1951 wechselte Lewin in den DFD-Bundesvorstand, wo sie auf der 10. Sitzung des Bundesvorstandes als neue Bundessekretärin für Kultur und Erziehung bestätigt wurde. im Rahmen der Zaisser-Herrnstadt-Affäre, die von der SED-Führung um die Ereignisse des 17. Juni 1953 herum gestrickt wurde, entfernte die SED-Führung neben der damaligen DFD-Vorsitzenden Elli Schmidt auch Fridl Lewin aus ihren Funktionen im DFD-Bundesvorstand. Sie wurde zur sogenannten Bewährung in die Produktion geschickt, wo sie bis 1960 als Arbeiterin und Parteisekretärin in einem Berliner Bekleidungswerk wirkte. 1960 wechselte die ehemalige Sozialdemokratin in die Staatliche Plankommission, in der sie bis zum Renteneintritt 1971 als Mitarbeiterin tätig war. Als Parteiveteranin und Zeitzeugin wurde Lewin ab den 1970er-Jahren wieder vermehrt vor allem bei Veranstaltungen der Pionierorganisation willkommen geheißen.
Fridl Lewin war mit dem Berliner Kulturbundfunktionär Heinz Hensel (1911–1987) verheiratet und trug seit ihrer Heirat den Namen Fridl Hensel-Lewin.

## Ehrungen
- 1960 Clara-Zetkin-Medaille[2]
- 1974 Vaterländischer Verdienstorden in Bronze[3]